# Barilius ngawa
Barilius ngawa е вид лъчеперка от семейство Шаранови (Cyprinidae). Видът е уязвим и сериозно застрашен от изчезване.

## Разпространение
Разпространен е в Индия (Манипур).

## Описание
На дължина достигат до 9,7 cm.
Популацията на вида е намаляваща.